# Hôtel Dieu (Parijs)

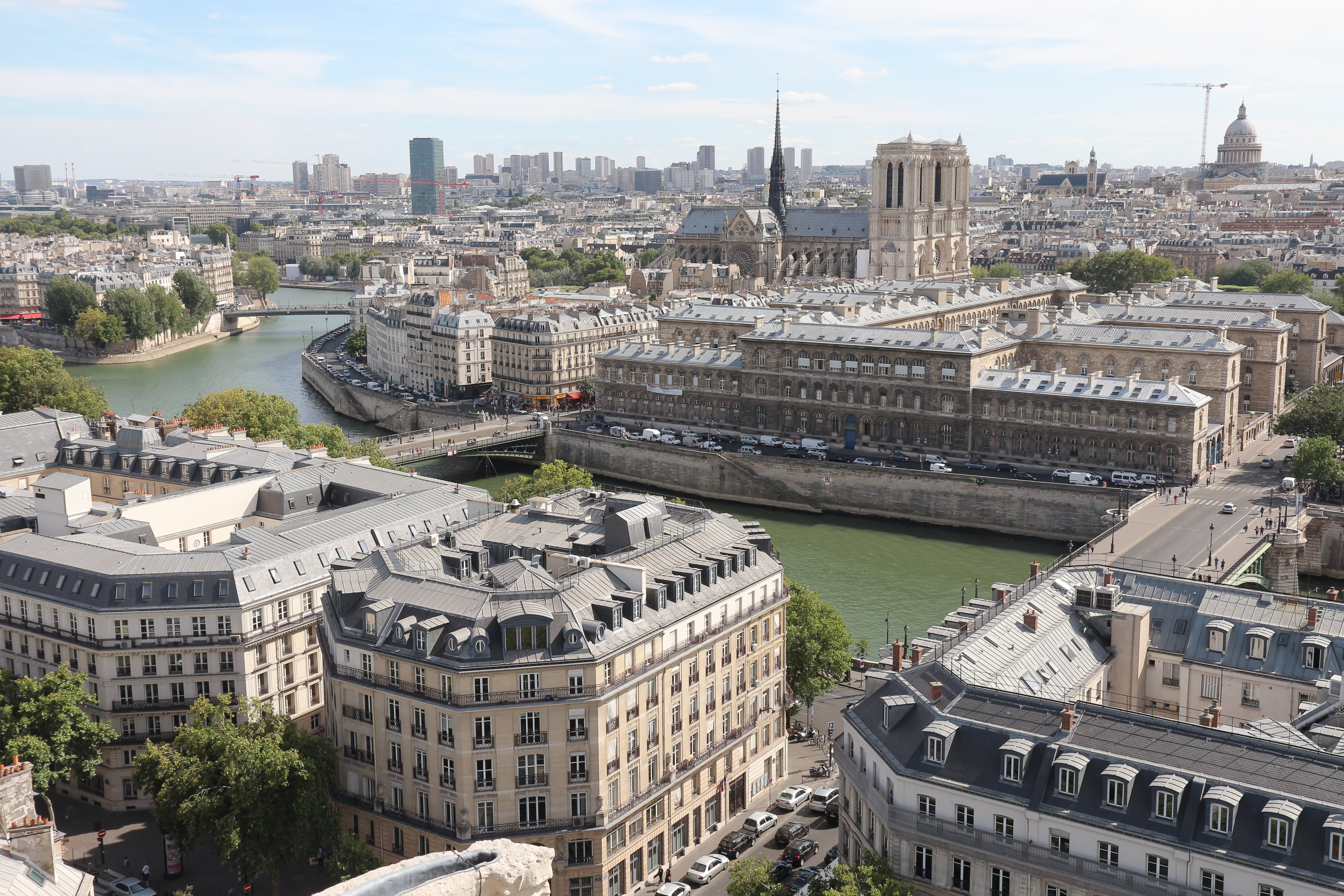
Zicht op de huidige locatie van het Hôtel Dieu in Parijs gelegen op het Île de la Cité.

Hôtel-Dieu de Paris is het oudst nog bestaande ziekenhuis van Parijs, thans gevestigd in het centrum van die stad.
Aan de toenmalige bisschop Landry, in het Nederlands: Landericus van Parijs, wordt de stichting van deze instelling, in het jaar 651, toegeschreven. De bisschop werd later heilig verklaard.
Het bevindt zich aan de noordzijde van het Place du Parvis Notre-Dame. Het werd tussen 1866 en 1878 gebouwd op de grondvesten van een oud weeshuis. Het Hôtel Dieu, dat in de 12de eeuw werd gebouwd, lag tussen de oevers van het eiland Île de la Cité aan de zuidzijde van het huidige Place du Parvis Notre-Dame - place Jean-Paul-II. In de 19de eeuw werd het gesloopt voor de stadsvernieuwing van baron Haussmann.
Hier bood de Parijse politie in 1944 moedig weerstand tegen de Duitsers; die slag wordt herdacht met een monument in de Cour de 19-Août.
- Bibliothèque nationale de France: cb12491256d (data)
- Gemeinsame Normdatei: 1032921-3
- International Standard Name Identifier: 0000 0001 2191 1995
- Library of Congress Control Number: n50080971
- Nationale Bibliotheek van Tsjechië: xx0317886
- Nationale Bibliotheek van Israël: 987007604282005171
- Système universitaire de documentation: 03412232X
- Virtual International Authority File: 155855595